# Ферер (Во)
Ферер (фр. Ferreyres) — громада  в Швейцарії в кантоні Во, округ Морж.

## Географія
Громада розташована на відстані близько 80 км на південний захід від Берна, 18 км на північний захід від Лозанни.
Ферер має площу 3,2 км², з яких на 5,6% дозволяється будівництво (житлове та будівництво доріг), 52% використовуються в сільськогосподарських цілях, 41,1% зайнято лісами, 1,3% не є продуктивними (річки, льодовики або гори).

## Демографія
2019 року в громаді мешкало 318 осіб (+8,2% порівняно з 2010 роком), іноземців було 10,4%. Густота населення становила 101 осіб/км².
За віковим діапазоном населення розподілялося таким чином: 25,2% — особи молодші 20 років, 60,4% — особи у віці 20—64 років, 14,5% — особи у віці 65 років та старші. Було 121 помешкань (у середньому 2,6 особи в помешканні).
Із загальної кількості 52 працюючих 11 було зайнятих в первинному секторі, 16 — в обробній промисловості, 25 — в галузі послуг.